# 根拉縣
根拉縣是印度的一個縣，位於該國東部，由賈坎德邦負責管轄，面積5,327平方公里，每年平均降雨量1,450毫米，2011年人口1,025,656，人口密度每平方公里193人。

## 外部連結
- Official district government website （页面存档备份，存于）
- List of places in Gumla